# 斑點黑鱸
斑點黑鱸（学名：Micropterus punctulatus）為輻鰭魚綱鱸形目鱸亞目太陽魚科的其中一種，分布於北美洲美國密西西比河及Guadalupe河流域，體長可達63.5公分，棲息在岩石底質，水流快速的溪流，屬肉食性，已甲殼類、魚類、兩棲類、蠕蟲等為食，可作為遊釣魚。
其种加词“punctulatus”意为“有斑点的”。